# Gato de Kellas

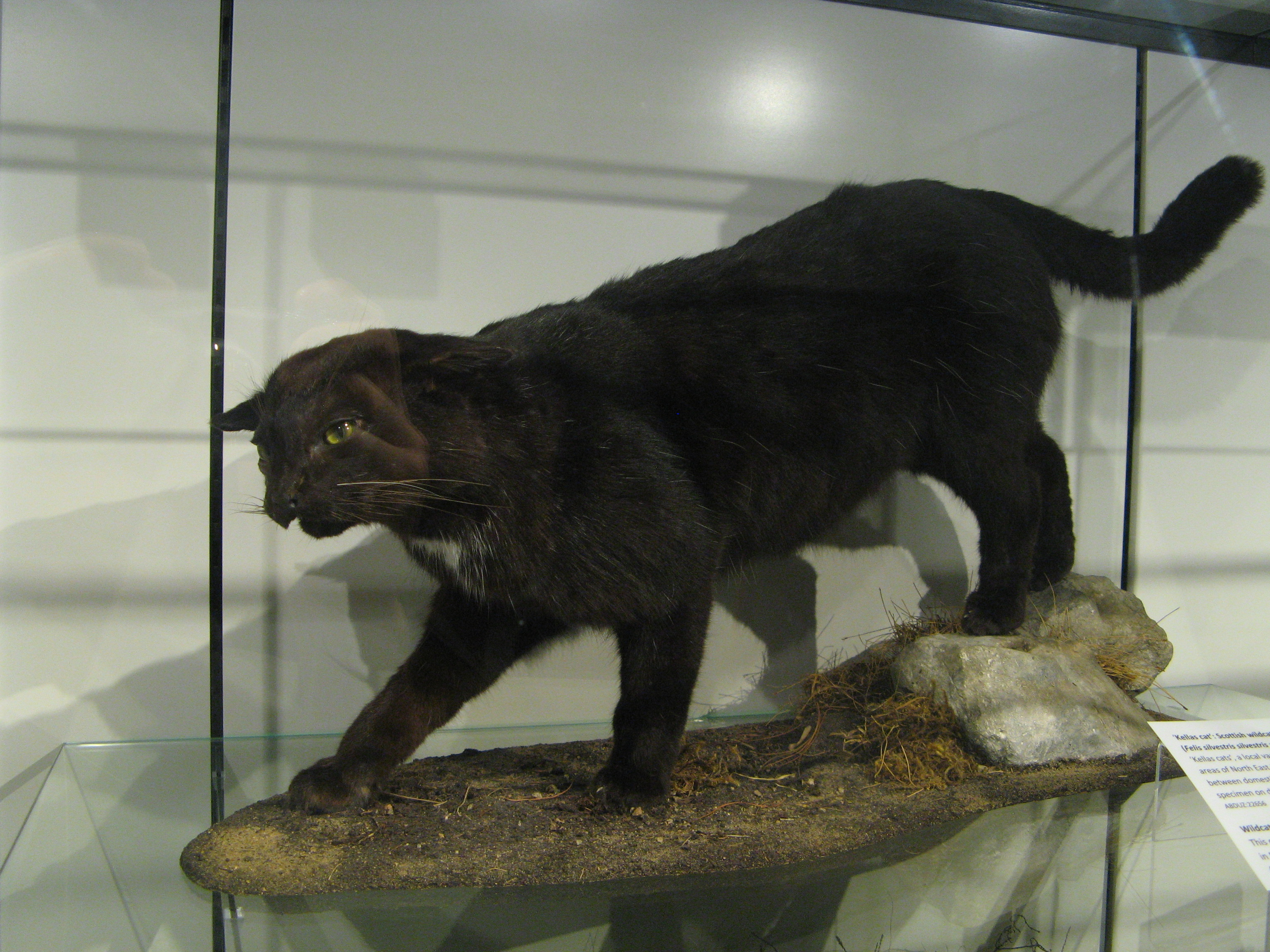

O gato de Kellas é um grande gato preto encontrado na Escócia. É um híbrido interespecífico entre o gato selvagem escocês (Felis silvestris silvestris syn. Felis silvestris grampia) e o gato doméstico (Felis catus). Antigamente considerado um gato selvagem mitológico, com os poucos avistamentos dele descartados como farsas, um espécime foi morto em uma armadilha por um guarda-caça em 1984 e descobriu-se que era um híbrido entre o gato selvagem escocês e o gato doméstico. Não é uma raça formal de gatos, mas uma população de híbridos de felinos. O nome dele é uma homenagem à vila de Kellas, Moray, onde foi encontrado pela primeira vez.